# Алчность (фильм, 1924)
О шведском мультфильме см. Алчность (мультфильм)
«Алчность» (англ. Greed, 1924) — американский художественный фильм Эриха фон Штрогейма, ставший легендой мирового кинематографа. Один из самых длинных немых фильмов; один из первых цветных фильмов. В 1991 году включён в Национальный реестр важнейших фильмов.

## История создания
Сценарий фильма Эрих фон Штрогейм написал на основе повести Фрэнка Норриса «Мактиг. Сан-Францисская история», действие которой происходит в самом конце XIX века. Внимательный к деталям режиссёр, чтобы не тратить деньги на костюмы и прочий антураж того времени, перенёс действие в 20-е годы XX века.
К подготовке съёмок Штрогейм приступил в самом конце 1922 года, вскоре после своего перехода из «Юниверсал» в Goldwyn Pictures; при этом с особенной тщательностью подбирал актёров, не только на главные роли. «Нетрудно заметить, — писал Штрогейм, — что я всё время, если это возможно, использую одних и тех же актёров и актрис. Когда мне понадобился Гибсон Гоуленд на роль Мак-Тига, оказалось, что он в Шотландии. Я вызвал его, поскольку ни один из актёров не соответствовал столь точно, как он, описанию внешнего облика и характера героя. Когда я захотел использовать Чезаре Гравина, то узнал, что он с женой-певицей отбыл в Аргентину. Ему тоже пришлось вернуться».
Для съёмок фильма, было приобретено два дома в Сан-Франциско, в том самом квартале, где, по описанию Норриса, жил Мактиг. Режиссёр сохранил нетронутой обстановку и даже грязь и паутину. В ходе съёмок не использовались искусственные декорации, в частности, заключительный эпизод фильма снимался в Долине Смерти; Штрогейм по этому поводу вспоминал: «Мы были первыми белыми (41 мужчина, одна женщина), которые проникли в эту самую низкую впадину земли, после поселенцев. Мы работали и в тени, и без тени при температуре 142 градуса по Фаренгейту».
После первого рабочего просмотра варианта, смонтированного лично Штрогеймом и длившегося около 9 часов, руководство фирмы потребовало, чтобы фильм был многократно сокращён. Штрогейм частично сократил фильм, с 42 катушек до 24-х, но от дальнейших сокращений отказался. Рэкс Ингрэм сократил фильм до 18 катушек, а в итоге студия сама сократила фильм для проката до 10 катушек. Эту версию «Алчности» Штрогейм отказался даже смотреть и в печати заявил, что не признает фильм своим. Тем не менее даже в таком виде фильм вошёл в золотой фонд мирового кино; в частности, по итогам авторитетного опроса 1958 года оказался в числе двенадцати лучших фильмов всех времён и народов.
При сокращении из фильма выпали некоторые сюжетные линии, в том числе история Зеркова (Чезаре Гравина), который, заподозрив у уборщицы Марии (Дэйл Фуллер) значительные сбережения, убивает её и, не обнаружив никаких сбережений, кончает жизнь самоубийством.
Оригинальная версия «Алчности», по-видимому, утеряна, — во всяком случае, многолетние попытки отыскать её пока успехом не увенчались. В настоящее время издаются две версии фильма: смонтированная студией, длящаяся 145 минут (существует и ещё более короткая — 102 минуты), и так называемая «восстановленная» — 4-часовая версия, представляющая собой частичное восстановление авторской с помощью сохранившихся фотографий и титров. Эта версия, созданная в 1999 году компанией Turner Entertainment с использованием поэпизодных разработок Штрогейма, которыми он руководствовался во время съёмок, даёт по крайней мере представление об авторском замысле.

## Сюжет
В маленьком городке в Калифорнии живёт Джон Мактиг (Гибсон Гоуленд). Сын шахтёра, он тоже работает в шахте, играет на аккордеоне, любит птиц, но работа ему не нравится. В городок из Сан-Франциско приезжает дантист Поттер и объявляет конкурс на лучшего дантиста. Победив в конкурсе, Мактиг вместе с Поттером отправляется в Сан-Франциско и, оставаясь самоучкой, открывает собственный зубоврачебный кабинет.
Из того же городка в Сан-Франциско приезжает старый друг Мактига Маркус (Джин Хершолт); его невесте Трине (СейЗу Питтс) необходима помощь дантиста, и Маркус приводит её к Мактигу. У его кабинета они сталкиваются с продавцом лотерейных билетов; несмотря на отговоры Маркуса, считающего всякую лотерею обманом, Трина покупает один билет.
Мактиг влюбляетсяся в Трину, и Маркус легко уступает ему невесту. В день свадьбы молодожёны узнают, что Трина выиграла в лотерею 5000 долларов, в то время — целое состояние. Маркус горько сожалеет о том, что уступил Мактигу невесту вместе со столь значительным капиталом; он пытается предъявить свои права на часть выигранной Триной суммы, но делиться с ним супруги не хотят, и Маркус в отместку доносит в полицию, что его друг практикует без диплома.
Мактиг теряет свою профессию, а в Трине богатство пробуждает алчность, которая постепенно вытесняет в её душе все прочие чувства; купив на выигранные деньги золотые монеты, она часами перебирает и чистит их, пряча от мужа, и не желает тратить деньги даже несмотря на то, что муж остался без работы, — на этой почве между супругами всё чаще происходят ссоры. Мактиг пробует воровать деньги, но бдительная Трина его обыскивает…
Мактиг начинает пить, постепенно опускается и в конце концов, брошенный Триной, становится бродягой. Трина, не желая тратить деньги даже на собственные нужды, устраивается работать уборщицей.
В бедственном положении Мактиг вспоминает о Трине и о деньгах, и в нём тоже просыпается алчность. Пытаясь отобрать у Трины деньги, Мактиг нечаянно убивает её; он забирает окровавленный мешок с деньгами и отправляется в родной городок вновь устраиваться на работу в шахте. Но о случившемся узнаёт Маркус, ставший помощником шерифа.
Мактиг пытается укрыться в Долине Смерти, ступить в которую в те времена отваживались немногие; но Маркус следует за ним. Они встречаются в пустыне, измученные жаждой; в завязавшейся борьбе побеждает Мактиг, всё золото достаётся ему; но выйти из пустыни Мактиг не может: он прикован наручником к убитому им Маркусу.

## В ролях
| Актёр             | Роль                                          |
| ----------------- | --------------------------------------------- |
| Гибсон Гоуленд    | Мактиг                                        |
| СейЗу Питтс       | Трина                                         |
| Джин Хершолт      | Маркус                                        |
| Дэйл Фуллер       | Мария                                         |
| Темпе Пиготт      | мать Мактига                                  |
| Джек Кёртис       | отец Мактига (в титрах не указан)             |
| Сильвия Эштон     | Моммер Зиппе                                  |
| Честер Конклин    | Поппер Зиппе                                  |
| Джоан Стэндинг    | Селина                                        |
| Чезаре Гравина    | Зерков                                        |
| Эрих фон Ритзо    | доктор «без боли» Поттер (в титрах не указан) |
| Фрэнк Хейз        | ветеринар Грэннис (в титрах не указан)        |
| Эрих фон Штрогейм | продавец воздушных шаров (в титрах не указан) |

## Съёмочная группа
- Эрих фон Штрогейм — режиссёр и автор сценария
- Уильям Х. Дэниелс — оператор
- Бен Ф. Рейнолдс — оператор
- Уильям Экст — композитор
- Ирвинг Тальберг — продюсер